# Piroplasmida
Piroplasmida ou Piroplasmorida é uma ordem de protozoários do filo Apicomplexa. Consiste em vários gêneros de parasitas transmitidos por carrapatos que infectam mamíferos, e em menor proporção aves, e que portanto possuem importância médica e econômica.